# 山崎豊子
山崎 豊子（やまさき とよこ、1924年〈大正13年〉1月2日 - 2013年〈平成25年〉9月29日）は、日本の小説家（作家）。本名は杉本 豊子（すぎもと とよこ）。

## 経歴

### 生い立ち
大阪府大阪市南区（現:中央区）船場出身。実家は老舗昆布屋の小倉屋山本である。1936年（昭和11年）に旧制大阪市芦池尋常小学校（現:大阪市立南小学校）を卒業して旧制相愛高等女学校（現:相愛中学校・高等学校）に入学し、1941年（昭和16年）に卒業した。相愛入学後、年一回刊行されていたらしい校友会誌『相愛』に作文を寄稿しており、12歳時の「淡路島」が現存する最初期の文章とみられる。
太平洋戦争下の1944年（昭和19年）、旧制京都女子専門学校（現:京都女子大学）国文学科卒業。毎日新聞社に入社した。

### 作家デビュー
毎日新聞大阪本社調査部を経て1945年（昭和20年）学芸部に勤務し、当時学芸副部長だった作家井上靖のもとで記者としての訓練を受けた。勤務のかたわら小説を書きはじめ、1957年（昭和32年）に生家の昆布屋をモデルに、親子二代の船場商人を主人公とした『暖簾』を刊行して作家デビュー。出版後すぐに映画・ドラマ化され、人気を博した。翌年吉本興業を創業した吉本せいをモデルに大阪人の知恵と才覚を描いた『花のれん』を上梓。同作により第39回直木賞受賞。新聞社を退職して作家生活に入った。
初期は船場など大阪の風俗に密着した小説が多かった。後年、放送作家の吉田三七雄との共編著で『大阪今昔 随筆』（鹿島出版会、1980年）も刊行している。その頂点が足袋問屋の息子の放蕩・成長を通して商魂たくましく生き抜く大阪商人の典型を描いた『ぼんち』であり、市川雷蔵主演により映画化された。1961年（昭和36年）『女の勲章』取材中に元同僚と結婚。1963年（昭和38年）より連載を始めた『白い巨塔』は大学病院の現実を描いた鋭い社会性で話題を呼び、田宮二郎主演で映画化されたほか、数回に亘りテレビドラマ化された。これも大阪大学医学部やその附属病院がモデルとなっており、大阪の風俗が作品への味付けとなっている。神戸銀行（現:三井住友銀行）をモデルとした経済小説『華麗なる一族』も佐分利信の主演で映画化され、さらに3度に亘りテレビドラマ化された。
中年期以降は、テーマ設定を大阪から離れ、戦争の非人間性など社会問題一般に広げていった。シベリア抑留を背景とした『不毛地帯』、日系アメリカ人二世の苦悩を描いた『二つの祖国』、中国残留日本人孤児を主人公とした『大地の子』の戦争3部作の後、日本航空社内の腐敗や日本航空123便墜落事故を扱った『沈まぬ太陽』を発表した。
1991年（平成3年）に菊池寛賞を受賞。1993年（平成5年）、『大地の子』などの印税を基に「山崎豊子文化財団」を設立し、日本に帰国した中国残留孤児の子供の学資を援助した。『大地の子』で引退を考えたが、「芸能人には引退があるが、芸術家にはない、書きながら柩に入るのが作家だ」と新潮社の斎藤十一に言われ、執筆活動を継続した。
21世紀に入ってからは、『文藝春秋』2005年（平成17年）1月号から2009年（平成21年）2月号まで、西山事件をモデルとした『運命の人』を連載した。また2005年（平成17年）秋に『山崎豊子全集』（新潮社 全23巻）刊行が完結。2009年（平成21年）、『運命の人』で毎日出版文化賞特別賞を受賞した。
2013年（平成25年）8月より『週刊新潮』にて新作「約束の海」の連載を開始。第1部（20話）を書き上げた後に体調不良となり、大阪府堺市内の病院に緊急入院する。2013年9月29日に呼吸不全のため死去。89歳没。葬儀は10月1日、堺市内の自宅で営まれた。故人の遺志により密葬形式が取られ、親族と出版社の関係者ら約40人が参列。著名人の姿はなかった。戒名は「松壽院慈簾翠豊大姉」。

### 没後
2015年（平成27年）に、旧宅で1945年（昭和20年）1月から3月にかけて書かれた戦中日記が見つかった。また、生年月日について1924年（大正13年）11月3日であるとされていたが、山崎豊子文化財団から戸籍上は同年1月2日であると発表された。
2015年（平成27年）9月25日より10月5日まで、追悼展「追悼 山崎豊子展 〜不屈の取材、情熱の作家人生〜」が東京の日本橋髙島屋で開催された。横浜・京都・大阪の髙島屋各店で翌年2月にかけて巡回開催された。展示内容は発見された日記、自宅などに保管されていた、数千点に上る取材資料や原稿などである。
2016年（平成28年）7月に、墓所は藤次寺（大阪市天王寺区生玉町）である事が公表され、また没後3年となるこの年に、山崎豊子文化財団が命日（9月29日）を「豊子忌」（とよこき）と名付け、ファンへの恩返しのために墓所が同年10月2日まで一般公開された。

## 受賞歴
- 1958年：『花のれん』にて第39回直木三十五賞
- 1959年：『ぼんち』にて大阪府芸術賞
- 1963年：「花紋」にて第2回婦人公論読者賞
- 1968年：「花宴」にて第6回婦人公論読者賞（後に、盗作問題で賞を返上）
- 1990年：『大地の子』にて第52回文藝春秋読者賞
- 1991年：第39回菊池寛賞
- 2009年：『運命の人』にて第63回毎日出版文化賞特別賞

## 評価
「日本のバルザック」と呼ぶファンがいる一方、参考とした資料をほとんど脚色せず作品に反映させたため、盗作との指摘を資料の執筆者から何度も受けている。
1968年（昭和43年）、『婦人公論』に連載中だった長篇小説『花宴』の一部分がレマルクの『凱旋門』に酷似していることを指摘されている。山崎は、秘書が資料を集めた際に起った手違いであると弁明したが、その後さらに芹沢光治良『巴里夫人』や中河与一『天の夕顔』からの盗用も判明したため日本文芸家協会から退会し、翌年に再入会した。さらに、『婦人公論』編集長が辞任。1973年（昭和48年）には『サンデー毎日』連載中の『不毛地帯』において、今井源治『シベリアの歌』からの盗用があるとして問題となった。1987年より『文藝春秋』で連載された『大地の子』をめぐっては、遠藤誉（当時は筑波大学教授）から自著『卡子（チャーズ）―出口なき大地―』に酷似しているとして訴訟（結果として裁判では遠藤の主張は認められなかった）となった。
『大地の子』の編集者によると、「山崎は『長編に6〜7年かかるが、失敗したら6〜7年がパー（ゼロ）や。』と大阪弁で言ったが、長編に取り掛かると短編も書かない。エッセイも『大地の子』関連しかしない。対談も講演もしない。前作を超えるものを自分に課していた。そのために取材し、イマジネーションと（取材した）事実を往復する事で、イマジネーションを超える事実に行き着いた。」と述べている。

## 作品一覧

### 作品集
- 山崎豊子全作品（新潮社 全10巻（全14分冊）、1985年7月 - 1986年4月）、「二つの祖国」まで
- 山崎豊子全集（新潮社 全23巻、2003年12月 - 2005年11月／第II期 全4巻、2014年9月 - 12月）

### 小説
| 書名                            | 出版年        | 出版社       | 映画化 | ドラマ化 | 備考                                                                       |
| ------------------------------- | ------------- | ------------ | ------ | -------- | -------------------------------------------------------------------------- |
| 暖簾                            | 1957年        | 東京創元社   | ○      | ○        | NHKドラマ「横堀川」の原作。「ぼんち」 は、映像化の他に舞台化もされている。 |
| 花のれん                        | 1958年        | 中央公論社   | ○      | ○        | NHKドラマ「横堀川」の原作。「ぼんち」 は、映像化の他に舞台化もされている。 |
| ぼんち                          | 1959年        | 新潮社       | ○      | ○        | NHKドラマ「横堀川」の原作。「ぼんち」 は、映像化の他に舞台化もされている。 |
| しぶちん （短編集）             | 1959年        | 中央公論社   | ×      | ○        |                                                                            |
| 女の勲章                        | 1961年        | 中央公論社   | ○      | ○        |                                                                            |
| 女系家族                        | 1963年        | 文藝春秋新社 | ○      | ○        |                                                                            |
| 花紋                            | 1964年        | 中央公論社   | ×      | ○        |                                                                            |
| 白い巨塔                        | 1965年-1969年 | 新潮社       | ○      | ○        |                                                                            |
| 仮装集団                        | 1967年        | 文藝春秋     | ×      | ×        |                                                                            |
| 花宴                            | 1967年-1968年 | 中央公論社   | ×      | ×        | 盗作により雑誌連載のみで、絶版。                                           |
| 華麗なる一族                    | 1973年        | 新潮社       | ○      | ○        |                                                                            |
| 不毛地帯                        | 1976年-1978年 | 新潮社       | ○      | ○        |                                                                            |
| 二つの祖国                      | 1983年        | 新潮社       | ×      | ○        | NHK大河ドラマ『山河燃ゆ』の原作                                            |
| 大地の子                        | 1991年        | 文藝春秋     | ×      | ○        | NHKドラマスペシャル「大地の子」の原作                                      |
| ムッシュ・クラタ （中・短編集） | 1993年        | 新潮社       | ×      | ×        |                                                                            |
| 沈まぬ太陽                      | 1999年        | 新潮社       | ○      | ○        |                                                                            |
| 運命の人                        | 2009年        | 文藝春秋     | ×      | ○        |                                                                            |
| 約束の海                        | 2014年        | 新潮社       | ×      | ×        | 絶筆作品。遺作。                                                           |

#### 映像作品
主な作品の大半が映画化やドラマ化されている。2022年（令和4年）時点で一度も映像制作されてないのは、中・短編小説では『死亡記事』『ムッシュ・クラタ』『へんねし』『醜男』『晴着』、長編小説では『仮装集団』『約束の海』である。

### エッセイ
- 『大地の子』と私（1996年、文藝春秋／1999年、文春文庫）ISBN 4167556057

山崎豊子 自作を語る
- 1 作家の使命 私の戦後（2009年、新潮社）ISBN 4103228202
- 2 大阪づくし 私の産声（2009年、新潮社）ISBN 4103228210
- 3 小説ほど面白いものはない（2009年、新潮社）ISBN 4103228229。対談本

文庫新編
- 作家の使命 私の戦後 作品論（2011年、新潮文庫）ISBN 4101104492
- 大阪づくし 私の産声 人生編（2011年、新潮文庫）ISBN 4101104506

## 作品ガイド
- 『山崎豊子 全小説を読み解く』（洋泉社ムック、2009年11月）
- 『山崎豊子スペシャル・ガイドブック』（新潮社、2015年7月）
- 野上孝子 『山崎豊子先生の素顔』（文藝春秋、2015年／文春文庫、2018年9月）ISBN 4163903054
- 『山崎豊子読本』（新潮文庫、2018年8月）、同編集部編

### 研究文献
- 鵜飼清『山崎豊子 問題小説の研究』（社会評論社、2002年）
- 前川文夫『山崎豊子への誘い』（白地社、2005年）
- 大澤真幸『山崎豊子と〈男〉たち』（新潮社〈新潮選書〉、2017年5月）ISBN 4106038072